# Сенато (Ла Специја)
Сенато је насеље у Италији у округу Ла Специја, региону Лигурија.
Према процени из 2011. у насељу је живело 82 становника. Насеље се налази на надморској висини од 5 м.